# Trittico di san Matteo
Il Trittico di san Matteo è un dipinto a tempera e oro su tavola (291x265 cm) dell'Orcagna e di Jacopo di Cione, databile al 1367-1368 circa e conservato nella Galleria degli Uffizi a Firenze.

## Storia
L'opera si trovava su un pilastro interno di Orsanmichele, all'origine della singolare conformazione convessa. Venne commissionata dai consoli dell'Arte del Cambio il 15 settembre 1367 all'artista che all'epoca era titolare di una delle più attive botteghe della Firenze dell'epoca. San Matteo era infatti il patrono dei cambiatori e lo stemma della corporazione si vede anche sui medaglioni in alto nel pannelli laterali. Nell'agosto 1368 l'opera non era però ancora stata completata, quando l'artista si dichiarò molto malato, affidandone il completamento al fratello più giovane Jacopo, prima di morire.
Venne riconosciuto come opera dell'Orcagna da Cavalcaselle e Crowe, che solo successivamente lo misero in relazione con la documentazione esistente. Milanesi, nel 1878, lo riteneva ancora opera di Mariotto di Nardo, correggendosi nel 1885. La critica successiva, se non ha più messo in dubbio la paternità orcagnesca, ha discusso soprattutto riguardo alla portata degli interventi dei due fratelli. Boskovits, autore di uno dei contributi più recenti sull'opera (confermato anche dalla Padoa Rizzo), ha escluso l'intervento di Jacopo, riservandogli solo l'assolvimento degli obblighi contrattuali, mentre il completamento vero e proprio sarebbe da ascrivere a un artista attivo nella bottega familiare, il Maestro della predella dell'Ashmolean Museum; l'opera inoltre avrebbe potuto avere in origine delle cuspidi.

## Descrizione e stile
Il trittico è composto da tre tavole composte da una cornice cuspidata polilobata inserita in un rettangolo, con ai lati in alto due medaglioni, che nella tavola centrale sono decorati da due angeli, uno offerente una corona e l'altro la palma del martirio. La figura di san Matteo si erge a dimensione naturale nel pannello centrale, tutto di mano dell'Orcagna. Egli tiene in mano il Vangelo aperto e un pennino per scrivere. Si rivolge frontalmente allo spettatore e nella sua figura colpiscono i colori brillanti della veste (rosa, blu e rossa), che risaltano nel panneggio complessamente pieghettato, evitando schematismi e "svolazzi" gotici che all'epoca iniziavano a prendere campo. Ai suoi piedi si trova un prezioso broccato, identico a quello presente in altri dipinti attribuiti a Jacopo (alla Galleria dell'Accademia di Firenze o alla National Gallery di Londra).
I pannelli laterali sono divisi su due registri e presentano storie del santo: a sinistra San Matteo ammansisce i due draghi di Vadabar e Vocazione di san Matteo; a destra San Matteo resuscita il figlio del re Egippo e Martirio di san Matteo. La lettura procede quindi in senso orario, da in basso a sinistra, fino a in basso a destra.
Nelle Storie le figure sono esili e non proporzionate con gli sfondi architettonici, ove presenti, secondo quel filone di regressione delle conquiste giottesche del secondo Trecento fiorentino.